# Alaksandr Bielajeu
Alaksandr Arsienawicz Bielajeu (biał. Аляксандр Арсенавіч Беляеў, ros. Александр Арсенович Беляев, Aleksandr Arsienowicz Bielajew; ur. 12 kwietnia 1947 w Leningradzie) – białoruski ekonomista i polityk, w latach 2008–2012 deputowany do Izby Reprezentantów Zgromadzenia Narodowego Republiki Białorusi IV kadencji.

## Życiorys
Urodził się 12 kwietnia 1947 roku w mieście Leningrad w Rosyjskiej FSRR, ZSRR. Ukończył Homelski Uniwersytet Państwowy, uzyskując wykształcenie ekonomisty. Pracę rozpoczął jako montażysta Urzędu Budowlanego m. Homla. Służył w szeregach Sił Zbrojnych ZSRR. Następnie pracował jako mistrz, majster, naczelnik wydziału, naczelnik urzędu budowlanego, główny inżynier Zjednoczenia „Gomielpromstroj”, zarządzający Spółką Nr 14, zastępca przewodniczącego, pierwszy zastępca przewodniczącego Homelskiego Obwodowego Komitetu Wykonawczego, przewodniczący Homelskiego Obwodowego Komitetu Wykonawczego.
27 października 2008 roku został deputowanym do Izby Reprezentantów Białorusi IV kadencji z Homelskiego-Sielmaszewskiego Okręgu Wyborczego Nr 32. Pełnił w niej funkcję zastępcy przewodniczącego Stałej Komisji ds. Polityki Mieszkaniowej, Budownictwa, Handlu i Prywatyzacji. Od 13 listopada 2008 roku był członkiem Narodowej Grupy Republiki Białorusi w Unii Międzyparlamentarnej. Jego kadencja w Izbie Reprezentantów zakończyła się 18 października 2012 roku.

## Odznaczenia
- Order „Znak Honoru” (ZSRR)[1];
- Gramota Pochwalna Rady Ministrów Republiki Białorusi (28 maja 2003) – za wieloletnią sumienną pracę i wielki osobisty wkład w organizację budowy pierwszego etapu Republikańskiego Naukowo-Praktycznego Centrum Medycyny Radiacyjnej i Ekologii Człowieka[5];
- Honorowy Tytuł „Zasłużony Budowniczy Republiki Białorusi”[1] (10 listopada 2003) – za wielki osobisty wkład w budowę i wprowadzenie do eksploatacji specjalistycznego ambulatorium w mieście Homlu, wieloletnią owocną pracę[6].